# Jezioro marzeń
Jezioro marzeń (ang. Dawson’s Creek) – amerykański serial telewizyjny opowiadający o grupie nastolatków, ich problemach, uczuciach, miłościach i życiu codziennym.
Głównymi postaciami jest piątka przyjaciół: Joey Potter (Katie Holmes), Dawson Leery (James Van Der Beek), Pacey Witter (Joshua Jackson), Jack McPhee (Kerr Smith), Jennifer Lindley (Michelle Williams). Serial stworzył Kevin Williamson, twórca Krzyku. Serial Jezioro marzeń zyskał wielu zwolenników dzięki pokazaniu problemów, z jakimi na co dzień boryka się młodzież we współczesnym świecie.

## Obsada
- James Van Der Beek jako Dawson Leery
- Katie Holmes jako Joey Potter
- Michelle Williams jako Jennifer Lindley
- Joshua Jackson jako Pacey Witter
- Kerr Smith jako Jack McPhee
- Meredith Monroe jako Andie McPhee
- Busy Philipps jako Audrey Liddell
- Mary Beth Peil jako Evelyn Ryan
- Mary-Margaret Humes jako Gail Leery
- John Wesley Shipp jako Mitch Leery
- Nina Repeta jako Bessie Potter
- Dylan Neal jako Doug Witter
- Leann Hunley jako Tamara Jacobs
- Sasha Alexander jako Gretchen Witter
- Brittany Daniel jako Eve
- Monica Keena jako Abby Morgan
- Jensen Ackles jako C.J.
- Lourdes Benedicto jako Karen Torres
- Oliver Hudson jako Eddie Dooling
- Chad Michael Murray jako Charlie Todd
- Michael Pitt jako Henry Parker

## Odcinki
Jezioro marzeń składa się z sześciu sezonów. Każdy z nich liczy ok. 22-24 odcinków, jedynie pierwszy – tylko 13. Łącznie daje to 128 odcinków. Pierwszy odcinek serialu został wyemitowany w USA 20 stycznia 1998, a ostatni, dwuczęściowy finał szóstego sezonu – 14 maja 2003. W Polsce serial był oryginalnie emitowany przez telewizję Polsat. Pierwszy odcinek wyemitowano 6 września 1998.

## Główne postacie

### Dawson Leery
Dawson Wade Leery (ur. 14 marca 1983 r.) – tytułowy bohater serialu, syn Gail i Mitcha Leery’ch, od sezonu czwartego brat Lily Leery. Półsierota od sezonu piątego, w którym jego ojciec ginie w wypadku samochodowym. Wątek jego romansu z Joey Potter jest jednym z głównych motywów serialu. Grany przez aktora Jamesa Van Der Beeka.
Dawson to niepoprawny marzyciel i optymista. Od pierwszych odcinków ma ambicje filmowe i pragnie zostać wielkim reżyserem jak jego idol, Steven Spielberg. W finałowym odcinku szóstej serii, którego akcja dzieje się w 2008 roku, jest telewizyjnym producentem wykonawczym i scenarzystą.

#### Rodzina
- Gail Leery – matka.
- Mitchell Leery – ojciec.
- Lily Leery – siostra.

#### Związki i romanse
- Jennifer Lindley – w sezonie pierwszym, przeprowadziła się z Nowego Jorku do Capeside, gdzie zamieszkała u swojej babci, w sąsiedztwie Leery’ch. Romans Dawsona i Jen, był przyczyną spięć między nią a Joey, najlepszą przyjaciółką Dawsona. Ich związek zakończył się, gdy do Capeside przybył Billy, były chłopak Lindley, który próbował do niej wrócić. Jen i Dawson zeszli się ponownie w sezonie piątym, jednak ich romans minął bardzo prędko.
- Joey Potter – najlepsza przyjaciółka Dawsona z dzieciństwa. Z czasem platoniczna znajomość między dwojgiem nastolatków, przerodziła się w miłość. Jednak związek nie trwał długo. Joey, mimo łączącego ich uczucia, zdecydowała się na zerwanie. W czasie trwania całego serialu, schodzili się i zrywali ze sobą wielokrotnie, aż w końcu pozostali przyjaciółmi.
- Eve Withman – przypadkowo poznana dziewczyna w autobusie, na początku sezonu trzeciego, przewróciła jego życie do góry nogami. Ich szybki i gorący romans skończył się, gdy Dawson zdał sobie sprawę, że tak naprawdę Eve pakowała go w same kłopoty. Dziewczyna opuściła Capeside w poszukiwaniu swojej biologicznej matki.
- Gretchen Witter – starsza siostra Paceya, z którą Dawson zaprzyjaźnił się w sezonie czwartym, w czasie, kiedy Joey i Pacey są parą. Mimo różnicy wieku, jaka dzieliła Gretchen i Leery’ego, ich znajomość przerodziła się w głębsze uczucie.
- Natasha Kelly – Dawson poznał ją podczas wakacyjnego wyjazdu do Los Angeles. Spotkali się na imprezie i szybko wdali w romans. Na początku sezonu szóstego, po wakacyjnej przerwie, Dawson wrócił do Bostonu. Zataił przed Joey, że ma dziewczynę i spędził z nią noc. Rano postanowił jednak zerwać z Natashą i stworzyć związek z Joey. Jednak Joey się o wszystkim dowiedziała i znowu się rozstali. Jakiś czas później Dawson ponownie zaczął spotykać się z Natashą. Był asystentem reżysera w filmie, w którym dziewczyna grała główną rolę. Ich romans nie trwał jednak długo.

### Joey Potter
Joey (właśc. Josephine Lynn Potter) jest jedną z głównych bohaterek serialu. Grana jest przez aktorkę Katie Holmes. Jako jedyna z całej obsady Jeziora marzeń wystąpiła we wszystkich stu dwudziestu ośmiu odcinkach - w odcinku 15, sezonu 5 występuje sama. W komplecie odcinków nie pojawił się nawet tytułowy bohater, Dawson Leery.
Imię nadano jej po postaci Jo March, bohaterce utworu Małe kobietki – jest to ulubiona książka jej zmarłej matki. Joey, podobnie jak Dawsona, charakteryzuje dojrzałe podejście do życia. Przyczyny dojrzałości Joey jednak są już zupełnie inne niż w przypadku Dawsona. W wieku trzynastu lat dziewczyna musiała poradzić sobie z nagłą śmiercią matki, Lilian, i z tym, że jej ojciec zajmuje się przemytem narkotyków, za co trafił do więzienia. Matka Joey umarła na nowotwór złośliwy. Mieszka z siostrą Bessie, z którą wspólnie prowadzi miejscowy bar. Z powodu siostry i jej czarnoskórego narzeczonego, nie jest zbyt lubiana. Dawson, wieloletni przyjaciel Joey i jej bliski sąsiad, stanowi dla niej bardzo duże oparcie. Znają się od lat, doskonale się rozumieją i Joey przychodzi do niego zawsze, gdy jest jej ciężko. Właśnie do niego już dawno zaczęła żywić głębsze uczucia, ale ukrywała je. To bardzo ciekawa osobowość. Nosi w sobie ogromny ból, wywołany przykrymi doświadczeniami, ale dzielnie daje sobie radę i nie ważne, jak bardzo los ją doświadcza, bo jest silniejsza niż innym się wydaje. Jest postacią twardo stąpającą po ziemi. Uparcie zmierza do wyznaczonego celu, a jej największe marzenie, to opuścić granice Capeside. Gdy jednak otrzymała propozycję wyjazdu na rok do Francji, odrzuciła ją, nie chcąc rozstawać się z Dawsonem, który z czasem z przyjaciela zamienia się w jej kochającego chłopaka. Gdy jej układy z Dawsonem psują się, u jej boku pojawia się Pacey. To on mobilizuje ją do pracy i nie pozwala się poddawać. Z czasem zakochuje się w niej. Joey próbuje odepchnąć od siebie to uczucie, ale w końcu ulega czarowi Paceya. Staje przed trudną sytuacją, wyznania prawdy Dawsonowi. Wie, że go to zrani i nie myli się. Dawson stawia jej ultimatum, musi wybierać pomiędzy nim a Paceyem. Wybór nie będzie łatwy, gdyż Joey nie chce przekreślać wieloletniej przyjaźni z Dawsonem, ale w końcu okazuje się, że Pacey jest dla niej ważniejszy. Po dokonaniu wyboru, Joey i Pacey wypływają razem w trzymiesięczny rejs. Pacey nie sprostał wymaganiom Joey i – jak sam przyznał, był w stanie dać jej wspaniałe wakacje na łodzi i wspólną noc na szkolnej wycieczce, ale teraz już nic mu nie pozostało. Pacey i Joey rozchodzą się. Inteligentna i utalentowana Joey rusza na studia. Teraz, dzięki pomocy Dawsona, czeka na nią Worthington University, gdzie pozna wielu mężczyzn, jednak żaden nie zatrzyma jej przy sobie na dłużej. W sercu Joey ciągle tkwi Dawson.
Wątek miłosny Joey Potter i Dawsona Leery’ego jest jednym z najważniejszych wątków serialu.

#### Rodzina
- Lilian Potter – matka.
- Mike Potter – ojciec.
- Bessie Potter – siostra.
- Alexander Potter – siostrzeniec.

#### Związki i romanse
- Dawson Leery: najlepszy przyjaciel Joey z dzieciństwa, jej najbliższy sąsiad, z którym w pierwszej klasie liceum zaczęło ją łączyć coś więcej niż przyjaźń. Dla Dawsona Joey zrezygnowała z wyjazdu do Paryża. Związek na poważnie rozpoczął się na początku serii drugiej, jednak zepsuł go nieoczekiwany przyjazd do Capeside chłopaka imieniem Jack McPhee, dla którego niepewna swoich uczuć Joey zerwała z Leerym. Wkrótce po tym, jak wyszła na jaw prawdziwa orientacja seksualna Jacka, Joey wróciła do Dawsona, tylko po to, aby zerwać z nim kolejny raz już niebawem. W sezonie 5 Dawson zrezygnował dla niej ze studiów, jednak śmierć jego ojca sprawiła, że się oddalili - Dawson winił ją pośrednio za to. Na początku serii szóstej okazuje się, że Joey i Dawson spędzili razem noc, jednak – jakichkolwiek planów nie snuliby wobec siebie – wychodzi na jaw również fakt, iż Dawson posiada dziewczynę w Kalifornii, przez co Joey decyduje się ostatecznie zerwać znajomość z Leerym. Tak czy inaczej, Joey i Dawson pozostali bliskimi przyjaciółmi.
- Jack McPhee: przyjaciel Joey – gej, z którym dziewczyna chodziła, zanim ten zorientował się w swojej homoseksualnej orientacji. Potter rozpoczęła związek z Jackiem także ze względu na swoją niepewność wobec uczuć do Dawsona (patrz wyżej).
- Pacey Witter: kolejny przyjaciel Joey, z którym dziewczyna wdała się w treściwy romans w sezonie trzecim. Ostatecznie to z nim się związała na stałe.
- A.J.: chłopak Joey, którego dziewczyna poznała podczas swojej rozmowy wstępnej w college’u.
- Charlie Todd: członek zespołu Aggressive Mediocrity, do którego wstąpiła na krótko Joey. Były chłopak Jennifer. Joey i Charlie wdali się w krótki romans, zanim Charlie odkrył, że Joey nie ma zamiaru ruszać z nim w trasę koncertową.
- Eddie Dooling: pracownik bostońskiego lokalu Hell’s Kitchen, w którym pracowała również Joey.
- Christopher: Joey żyła z nim w stałym związku przez część finałowych odcinków, ukazujących akcję w roku 2008. Oboje żyli w Nowym Jorku.

### Jennifer Lindley
Jennifer 'Jen' Lindley (ur. w maju 1983 r., zm. 14 maja 2008 r.) jest kreowana przez Michelle Williams. Williams za rolę Jennifer Lindley dwukrotnie była nominowana do nagrody YoungStar Award jako najlepsza aktorka w dramacie telewizyjnym.
Jennifer jest dziewczyną z wielkiego miasta. Jako piętnastolatka przeprowadziła się z Nowego Jorku do Capeside, pozornie by pomóc babci przy poważnie chorym dziadku. Nikt jednak nie wie, że tak naprawdę rodzice wysłali ją na prowincję, by zastanowiła się nad swoim życiem i zwolniła tempo. Jennifer stara się to zatuszować i wpasować w nowe środowisko. Nie jest to łatwe, zważywszy na dawny tryb życia Jennifer. Dziewczyna najpierw staje się pierwszą miłością Dawsona (inny bohater serialu), później jego dziewczyną, po zerwaniu – przyjaciółką, by na końcu Dawson odsunął ją od siebie. Pierwotnie Jennifer nie pasuje do swoich przyszłych przyjaciół. Osamotniona, pokrewną duszę odnajduje w ekscentrycznej Abby Morgan, lecz ta wywiera na niej wpływ negatywny i przywołuje déjà vu, przypominając wspomnienia z Nowego Jorku. Po śmierci Abby, wsparcie znajduje w Jacku McPhee, podobnie jak ona odrzuconym przez społeczność Capeside. Najważniejszymi mężczyznami w życiu Jen są wspomniani już Jack oraz Dawson. Szczególnie ten drugi, który niejednokrotnie starał się o jej względy, z którym Lindley nie raz schodziła się i ponownie zrywała.
Jennifer jest jedną z barwniejszych postaci w serialu – buntowniczą i nieprzewidywalną. Historia jej życia w Jeziorze marzeń kończy się jednak tragicznie – Jennifer umiera w ostatnim odcinku serialu na nieuleczalną chorobę serca.

#### Rodzina
- Theodore Lindley – ojciec.
- Helen Ryan – matka.
- Evelyn Ryan – babcia.
- Eve Whitman – przyrodnia siostra.
- Amy Lindley – córka.

#### Związki i romanse
- Cliff Elliot: futbolista, z którym Jennifer spotykała się w pierwszym sezonie serialu.
- Dawson Leery: w sezonie pierwszym Jennifer przybyła do Capeside z Nowego Jorku. Rozpoczął się jej związek z Dawsonem, najlepszym przyjacielem Joey, i to właśnie on doprowadzał do spięć między dziewczynami. Jennifer imponowała Joey jednak swoją dojrzałością i buntem. Związek Dawsona i Jen zakończył się, gdy do Capeside przybył Billy, były chłopak Lindley, który koniecznie chciał wrócić do niej z powrotem. Jennifer i Dawson zeszli się ponownie w sezonie piątym, jednak ich romans minął bardzo prędko.
- Tyson/ Ty: chłopak, z którym Jen spotykała się krótko w drugiej serii, do momentu, w którym okazało się, że Tyson jest homofobem.
- Henry Parker: sportowiec z liceum w Capeside, z którym Jennifer chodziła przez kilka miesięcy w sezonie trzecim.
- Charlie Todd: w sezonie piątym Jennifer uwikłała się w krótki, lecz treściwy romans z Charliem Toddem, studentem i spikerem radiowym. Ich związek w dużej mierze miał charakter fizyczny, jednak z czasem zaczęli się lepiej poznawać. Nie trwało to jednak długo. Dowiedziawszy się, że Charlie umawiał się jednocześnie z dziewczyną imieniem Nora, Jennifer nie tylko zerwała z nim, lecz również wspólnie z Norą zemściła się na nim. Spotkali się ponownie na planie filmu, którego Dawson był reżyserem, a Charlie miał zagrać główną rolę. Jednak jego osoba na tyle ją irytowała, że ostatecznie została odsunięta od pracy przy filmie.
- C.J.: chłopak pracujący w „telefonie zaufania”, z którym Jennifer była przez większość sezonu szóstego.

### Pacey Witter
Najmłodszy z rodzeństwa Witter. Pacey to najlepszy przyjaciel Dawsona i ekspert od wywoływania kłopotów. Udało mu się nawet wywrzeć tak piorunujące wrażenie na swojej nauczycielce angielskiego, że doprowadził do romansu ze starszą kobietą, co wstrząsnęło całym Capeside. Potrafi rozśmieszyć nawet największego ponuraka, ale pod tą maską wesołości skrywa się niedowartościowany młody człowiek. Traktowany jest jak wyrzutek, głównie przez własnego ojca, szeryfa, który cały świat widzi w starszym synu, Dougu. Na szczęście na drodze Paceya pojawia się Andie McPhee. To ona pomaga mu uwierzyć w siebie i pod jej wpływem chłopak bardzo się zmienia. Pacey w niektórych momentach wykazuje się dużą dojrzałością. Pomaga Andie i wspiera ją w trudnych chwilach. Bardzo ją kocha i walczy, aby jej nie utracić. Gdy jednak wyjeżdża, zaczyna się załamywać, wydaje mu się, że bez niej nie da sobie rady. Szczera rozmowa z ojcem pomaga mu. Szybko udało mu się dorosnąć i odnaleźć cel w życiu. Drzemały w nim pokłady wielu zdolności, które po prostu ktoś musiał odkryć. Pacey jest również bardzo dumny, nie potrafi wybaczyć Andie zdrady, której dopuściła się w ośrodku. Nowa sytuacja nieco go przerasta. Z jednej strony chciałby przekreślić wszystko, co łączyło go z Andie, zapomnieć, ale zjawia się, gdy ta go potrzebuje. Z biegiem czasu jednak w jego sercu coraz ważniejszą rolę zaczyna odgrywać Joey Potter. Czuje, że to właśnie ta i zaczyna walczyć o to uczucie. Nie jest to łatwa decyzja. Wie, że może stracić najlepszego przyjaciela, czyli Dawsona, do którego Joey również pała płomiennym uczuciem. Podejmuje to ryzyko i wszyscy odwracają się przeciw niemu. Dawson nie uważa się już za jego przyjaciela, Andie reaguje wybuchem gniewu, a Joey musi wybierać. W tej sytuacji chcąc dać jej czas i swobodę, postanawia opuścić Capeside na jakiś czas. Przygotowuje łódź do rejsu, jest to jednak forma ucieczki. W rejsie towarzyszy mu ostatecznie Joey. Po trzech miesiącach wraca do Capeside i okazuje się, że jeśli nie zaliczy kilku przedmiotów to nie skończy szkoły. A więc oprócz pytających spojrzeń, czeka na niego dużo pracy i choć był w stanie zaliczyć wszystko to nie oznacza to wcale, że pójdzie do college’u. Wręcz przeciwnie, Pacey wybrał pracę na łodzi i tym samym nie znalazło się w jego życiu miejsca dla Joey.
W rolę Paceya wcielał się Joshua Jackson.

#### Rodzina
- John Witter – ojciec.
- Doug Witter – starszy brat.
- Gretchen Witter – starsza siostra.
- Carrie Witter – starsza siostra.

#### Związki i romanse
- Tamara Jacobs: nauczycielka języka angielskiego w szkole średniej, do której uczęszczał bohater. Jego romans z Jacobs wstrząsnął Capeside. Pacey przeżył z Tamarą swój pierwszy raz, który został zresztą przypadkiem sfilmowany kamerą.
- Andie McPhee: siostra Jacka, przyjaciela Paceya. Związek z nią dowartościował i odbudował emocjonalnie Paceya. Jej wyjazd, a co za nim idzie – zdrada ze strony Andie, wszystko jednak zepsuł.
- Joey Potter: dziewczyna z Capeside. Na początku Pacey i Joey boją się powiedzieć Dawsonowi o rodzącym się między nimi uczuciu. Gdy wszystko wychodzi na jaw Joey musi wybierać między Dawsonem i Paceyem. Wybiera Paceya i spędza z nim 3 miesiące na pokładzie „True Love”. Po powrocie ich związek dalej się rozwija. Na wycieczce szkolnej w góry przeżywają swój pierwszy raz. Jednak potem Pacey czuje się źle w związku z Joey. Dziewczyna jest ambitna i dostaje się do college'u, a on nic jej nie może zaoferować poza romantycznymi wakacjami. Zrywa z nią podczas szkolnej zabawy.
- Audrey Liddell: studentka z Worthington, którą Pacey poznaje podczas trwania serii piątej serialu.

### Jack McPhee
Bohatera poznajemy w wieku lat piętnastu. Jack jest bratem Andie. Wraz z nią i matką przeprowadził się do Capeside, małego, prowincjonalnego miasteczka w Stanach Zjednoczonych. Jack jest skryty, nieśmiały do tego stopnia, że prosi siostrę o znalezienie mu odpowiedniej posady. Andie załatwia mu pracę w barze Joey, co staje się początkiem przyjaźni nastolatków. Oboje świetnie się rozumieją. Jack i Joey – ku dezaprobacie Dawsona – umawiają się na randki. Znacznie później, wychodzi na jaw homoseksualna orientacja Jacka. Z tego powodu spotyka go wiele nieprzyjemności. Jack nie wstydzi się tego, kim jest i postanawia przeciwstawić się woli ojca, który chce, by syn opuścił Capeside. To zdarzenie zbliża go do Jennifer Lindley, dziewczyny z Nowego Jorku, która w przeciwieństwie do swoich prowincjonalnych rówieśników dysponuje tolerancją, i która z czasem staje się najlepszą przyjaciółką Jacka. Jack nie do końca jest jednak w stanie zaakceptować własne preferencje. Pomimo początkowych problemów, w końcu decyduje się umówić na randkę z chłopakiem; wraz z upływem czasu przychodzi mu to coraz łatwiej. Jedną z serialowych miłości McPhee jest Toby, chłopak, którego Jack postanowił przedstawić własnej siostrze. W dwóch ostatnich odcinkach Jeziora marzeń, rozgrywających się w przyszłości, dowiadujemy się, że Jack zaangażował się w związek z Dougiem Witterem, bratem swojego przyjaciela Paceya.
Postać odgrywa aktor Kerr Smith. Jack McPhee najczęściej pojawiał się w odcinkach drugiego i trzeciego sezonu; w kolejnych seriach bohater zszedł na drugi plan.

#### Rodzina
- Joseph McPhee – ojciec.
- Andrea McPhee – matka.
- Tim McPhee – brat.
- Andie McPhee – siostra-bliźniaczka.
- Amy Lindley – adoptowana córka.

#### Związki i romanse
- Joey Potter: w sezonie drugim Jack był chłopakiem Joey przez zwięzły okres, czym pogorszył relacje Dawsona i Joey. Jack i Joey rozstali się, gdy McPhee przyznał się do swojej homoseksualnej orientacji.
- Ethan Brody: w sezonie trzecim, w pociągu zmierzającym ku Capeside, Jack poznał Ethana Brody’ego. Ethan był uczniem bostońskiej szkoły z internatem, lecz zerwał ze swoim chłopakiem (klasowym kolegą), więc przyjechał do Capeside, by spędzić trochę czasu ze swoją rodziną. Jack chciał zaprosić Ethana na bal maturalny, jednak ostatecznie zrezygnował z tej idei. W finałowym sezonie McPhee przyjechał do Bostonu, by odszukać Ethana, jednak dowiedział się, że ten powrócił do swojego byłego partnera.
- Toby: Jack poznał Toby’ego w Capeside. Najpierw Toby wydał się Jackowi zbyt zniewieściały, jednak wkrótce chłopcy zostali przyjaciółmi. Toby był partnerem Jacka na balu maturalnym. Pod koniec sezonu czwartego oboje zaczęli ze sobą chodzić, jednak już na początku sezonu piątego Jack zerwał z Tobym.
- Eric: w serii piątej Jack wstąpił do elitarnego bractwa studenckiego. Inni jego członkowie nie mieli problemu z orientacją Jacka, jednak Eric odmówił współmieszkania z Jackiem w jednym pokoju. Eric pomógł jednak Jackowi, gdy ten potrzebował pomocy w nauce do egzaminów. Gdy Eric, który ostatecznie okazał się homoseksualistą, powiedział o swojej orientacji rodzicom, Jack zrezygnował dla niego z wakacji z Jen w Kostaryce. Wkrótce jednak Eric zostawił Jacka dla młodszego, zrywając z nim przez e-maila.
- Prof. Freeman: na początku sezonu szóstego Jack zauroczył się w swoim wykładowcy, profesorze Freemanie. Romans McPhee i Freemana nie trwał długo, ponieważ profesor był żonaty, co było przeszkodą dla Jacka.
- David: Jack poznał Davida dzięki C.J.-owi, chłopakowi Jennifer. Jack i David szybko stali się przyjaciółmi, a wkrótce partnerami. David często bywał zazdrosny o Jacka, otwarcie flirtującego z innymi mężczyznami, więc ich związek zakończył się stosunkowo szybko.
- Doug Witter: w sezonie finałowym Jack i Doug byli stałymi partnerami. Doug, jako prowincjonalny policjant nie chciał, by inni mieszkańcy Capeside wiedzieli o jego orientacji seksualnej, stąd też publicznie nie afiszował się ze swoimi uczuciami do Jacka. Dopiero po śmierci Jennifer i przejęciu opieki nad Amy, Doug dokonał coming outu i zadeklarował swoją pomoc przy opiece nad dzieckiem.

### Andrea McPhee
Andie to siostra Jacka, która przeprowadziła się razem z nim i matką do Capeside z Providence. Po tym jak ona i Pacey Witter dosłownie na siebie wpadają, pozostaje już tylko jeden krok do zawiązania przyjaźni i jeszcze jeden do czegoś więcej. Początkowo nie jest to łatwe, gdyż Andie ma bardzo cięty języczek, którego nie boi się używać i nie pozostaje dłużna Paceyowi. Ponadto jest inteligentna i oczytana, co pomaga jej w dogryzaniu chłopakowi. Zawsze elegancka i potrafiąca zachować się w każdej sytuacji, wzorowa uczennica, zarówno w szkole jak i w życiu. Jak jednak sama twierdzi, boi się ludzi i trudno nawiązuje nowe znajomości. Gdyby nie Pacey, zamknęłaby się w swoim własnym świecie. Szczególnie, gdy po śmierci Abby Morgan odżywają w niej wspomnienia i wydaje jej się, że rozmawia ze zmarłym bratem. Ta czuła i delikatna dziewczyna, która jak dotąd zajmowała się chorą psychicznie matką i problemami reszty bliskich jej ludzi, potrzebuje bardzo pomocy swojego chłopaka. Pacey wywiązywał się z tego zadania znakomicie, ale Andie wyjechała z Capeside. Ojciec postanowił zabrać ją i matkę z powrotem do Providence, gdzie będą miały zapewnioną stałą opiekę medyczną, a od jego decyzji nie ma odwołania. Udaje jej się wyzdrowieć, ale uczucie, które łączyło ją i Paceya nie przetrwało czasu rozłąki. Andie podczas pobytu w ośrodku poznała Marca i to właśnie z nim zdradziła Paceya. Nie trudno domyślić się jego reakcji. Andie jednak wciąż jest zauroczona Paceyem. Uczucia odżywają na nowo. Dlatego też tak gwałtownie reaguje na wiadomość o związku Paceya i Joey Potter. To była dla Andie prawdziwa chwila próby. Jak zawsze poradziła sobie, uporządkowała życie na nowo. Teraz jest już pewne, że Andie nie pójdzie do Harvardu, gdyż tak spodobało jej się we Włoszech, że postanowiła spędzić tam cały przyszły rok.
Jej rolę odgrywała aktorka Meredith Monroe.

#### Rodzina
- Joseph McPhee – ojciec.
- Andrea McPhee – matka.
- Tim McPhee – brat.
- Jack McPhee – brat-bliźniak.
- Amy Lindley – bratanica.

#### Związki i romanse
- Pacey Witter
- Marc

### Audrey Liddell
Córka pochodzącej z Beverly Hills Kay Liddell, studentka Worthington University, przyjaciółka i współlokatorka Joey Potter. W piątej serii romansuje z Paceyem Witterem. Po rozstaniu z nim w sezonie szóstym zostaje wokalistką w zespole Emmy, spędza noc z miłością Jennifer, C.J.em i wpada w alkoholizm. Trafia na odwyk, a po powrocie musi zostać przez lato na uniwersytecie, by nadrobić zaległości. Nie pojawia się w odcinku finałowym, ale Joey mówi, że jest obecnie wokalistką i ma chłopaka, którego określa mianem „anty-Pacey”. Jest przyjaciółką Jacka Osbourne’a.
W jej rolę, przez dwa sezony (piąty i szósty), wcielała się aktorka Busy Philipps.

#### Rodzina
- Kay Liddell – matka.

#### Związki i romanse
- Chris MacKenzie – znany aktor, były chłopak Audrey, z którym spotykała się przez kilka lat i był on jej wielką miłością. Pojawia się pod koniec sezonu piątego, podczas wyjazdu grupy przyjaciół na Florydę. Wyznaje Audrey miłość, całuje ją i chce odzyskać. Jednak dziewczyna spotyka się wtedy z Paceyem, który zresztą widział całe zajście z byłym chłopakiem Audrey. Ostatecznie dziewczyna wybiera Paceya.
- Pacey Witter – zaczynają ze sobą romansować w sezonie piątym, podczas występu Audrey w filmie Dawsona. Początkowo Audrey chce zakończyć tę znajomość ze względu na Joey, która kiedyś była z Paceyem. Jednak po uzyskaniu aprobaty przyjaciółki na poważnie zaczyna spotykać się z chłopakiem. Zrywa z nim, gdy Pacey jest zauroczony swoją szefową. Wracają do siebie w ostatnim odcinku sezonu piątego i spędzają razem wakacje. Po powrocie jednak zaczyna się między nimi psuć. Pacey poświęca jej mało czasu i coraz więcej ich dzieli. Gdy Audrey podsłuchuje rozmowę Paceya dowiaduje się, że chłopak jej nie kocha. Zrywa z nim i zapija smutki alkoholem.
- C.J. –  Jennifer jest w nim zakochana, on wybiera jednak Audrey. Spędzają ze sobą noc. Dziewczyna robi to, by zapomnieć o Paceyu.

## Postacie drugoplanowe

### Douglas Witter
Doug to brat Paceya (inny bohater serialu), starszy od niego o dziewięć lat. Przedstawiony zostaje jako policjant z Capeside, który nie chce opuszczać prowincji. Jego kontakty z bratem nie układały się dobrze. Pacey zawsze dokuczał bratu dowcipami o gejach, przez co Doug go nienawidził, ponieważ w rzeczywistości sam był orientacji homoseksualnej. Romans Paceya z Tamarą Jacobs, nauczycielką języka angielskiego, nie wpłynął pozytywnie na ich stosunki, przyczynił się jednak do wyznania przez Douga prawdy o swoich preferencjach seksualnych. Minęło sporo czasu zanim sceptyczny Pacey zaakceptował orientację Douga, lecz w końcu bracia doszli do porozumienia. Doug mieszkał nawet z Paceyem, gdy do Capeside powróciła Carrie, ich siostra. Stał się dla Paceya oparciem. Młodszy z braci wyprowadził się od drugiego dopiero po przyjeździe Gretchen (kolejna siostra bohaterów). W finałowym odcinku serialu, rozgrywającym się w 2008 roku, dowiadujemy się o trwałej relacji, jaka nawiązała się pomiędzy Dougiem Witterem a Jackiem McPhee – przyjacielem Paceya z czasów szkolnych i studenckich. Doug i Jack przejmują nawet opiekę nad córką tragicznie zmarłej Jennifer Lindley.
Postać Douga Witter pojawia się w dwudziestu odcinkach serialu – trzech sezonu pierwszego, jednym drugiego, siedmiu serii trzeciej, czterech serii czwartej, jednym odcinku piątej serii oraz czterech sezonu finałowego. Był odgrywany przez kanadyjskiego aktora Dylana Neala.
- Rodzina:
- Pacey Witter – młodszy brat.
- Gretchen Witter – siostra.
- John Witter – ojciec.
- Carrie Witter – siostra.
- Związki i romanse bohatera:
- Jack McPhee: w finałowym sezonie Jack i Doug żyją w stałym związku. Doug pomaga Jackowi w wychowywaniu córki zmarłej Jennifer Lindley, małej Amy, co jemu z kolei pomaga w zdeklarowaniu swojej orientacji seksualnej przed społeczeństwem Capeside.

### Abby Morgan
Abby Morgan była nastolatką nietolerowaną przez całe miasto – zbuntowaną, lecz również osamotnioną. Jest to zdecydowanie postać o ciekawej osobowości. Przez cały czas swojego krótkiego pobytu w Capeside, Abby myślała wyłącznie o uwodzeniu chłopców, czym zrażała do siebie innych. Jej osoba irytowała mieszkańców. Dziewczyna żyła poza wszelkimi regułami. Jej jedyną przyjaciółką była Jen Lindley – podobnie jak ona, odsunięta poza margines, nie bojąca się głośno wypowiadać tego, co myśli. Abby wyryła trwały ślad w pamięci rówieśników, a jej śmierć obiegła całe Capeside. Pijana wpadła do wody. Jennifer próbowała ją ratować, ale bezskutecznie. W dzień pogrzebu Andie wraz z Paceyem weszli do pokoju Abby. Andie nie tylko wyczuła jej obecność, ale też znalazła pamiętnik. Z prywatnych zapisek bohaterowie dowiedzieli się, że Abby nawet na co dzień była złośliwa i uszczypliwa.
Abby pojawiła się w czternastu odcinkach serialu – w dwóch odcinkach serii pierwszej oraz dwunastu serii drugiej. Była odgrywana przez aktorkę Monicę Keenę.

### Evelyn Ryan
Babcia Jennifer. Mieszkająca z Jennifer, a później także z Jackiem przez wszystkie 6 sezonów. W sezonie 6 okazuje się, że ma raka piersi.
Postać Evelyn Ryan jest odgrywana przez Mary Beth Peil.

### Gail Leery
Żona Mitcha Leery’ego. Gail poznała Mitcha w szkole średniej, a wyszła za niego w 1980 roku, po czterech latach związku. Jest matką Dawsona i Lily.
Postać Gail Leery odgrywała aktorka telewizyjna Mary-Margaret Humes.

### Bessie Potter
Bessie jest siostrą jednej z głównych bohaterek, Joey Potter. Jest półsierotą, a jej ojciec przebywa w więzieniu za handel narkotykami.
W jej rolę przez czterdzieści dziewięć odcinków wcielała się aktorka Nina Repeta.

### Mitchell Leery
Ojciec Lily Leery i bohatera tytułowego, Dawsona Leery’ego, mąż Gail Leery.
W pierwszych dwóch sezonach ukazany jako mężczyzna niespełniony zawodowo i emocjonalnie. Jego relacje z żoną ulegają poprawie w serii trzeciej, wtedy też na świat przychodzi ich córka, Lily. Mitch ginie w piątej serii, w wypadku samochodowym.
Postać grana przez Johna Wesleya Shippa.

## Produkcja
"Joey Potter jest uparta, żywa, przebiegła, piękna, zdecydowana i przebojowa. Jednak, w pewien cudownie sprzeczny sposób, pomimo swojego twardego zachowania, Joey jest słabą, czasami niepewną, wrażliwą emocjonalnie, pragnącą miłości osobą” – tak postać opisywał oficjalny przewodnik po serialu. Joey, której imię wzięło się od postaci Jo z książki Małe kobietki, przez lata wdrapywała się przez okno do sypialni Dawsona i platonicznie dzieliła z nim łóżko. Matka Joey zmarła na raka, kiedy ta miała 13 lat, a jej ojciec, Mike (Gareth Williams), był w więzieniu za handel marihuaną. Jej niezamężna, ciężarna siostra, Bessie (Nina Repeta), około pięć lat starsza od Joey, samotnie prowadziła restaurację Ice House, gdzie Joey pracowała jako kelnerka. Gentlemen’s Quarterly opisało Joey jako „skrytą, kapryśną dziewczynę, rozdartą między codziennymi obowiązkami i nieudolnymi próbami zdobycia sąsiada znad jeziora – Dawsona”.
Serial był mocno reklamowany przez The WB Network przed premierą w styczniu 1998. Obsada pojawiła się w katalogu J. Crew, a trailery programu były pokazywane w kinach. Poruszenie w serialu tematów seksu, wywołało zamieszanie w prasie; jeden z producentów, firma Procter & Gamble, wycofała się wskutek negatywnych komentarzy prasowych. Holmes wkrótce trafiła na okładki magazynów, takich jak Seventeen, TV Guide i Rolling Stone. Jancee Dunn, redaktor Rolling Stone powiedziała, że Katie została wybrana na okładkę, ponieważ „za każdym razem, gdy wspomnisz o Dawson's Creek słyszysz pisk nastolatek. Fakt, że jest olśniewająco piękna również nam nie przeszkadza”.
Recenzje były różne. Toledo Blade stwierdziło, że postaci „rozmawiają, jakby pochodziły z planety rządzonej przez psychologów z Manhattanu, gdzie małomówność karana jest śmiercią”. Serialowi zarzucono też zbyt górnolotne słownictwo. Sama Holmes też potrzebowała pomocy przy zrozumieniu dialogów. „Czasem przed przeczytaniem scenariusza, muszę wziąć słownik i zadzwonić do kogoś, aby upewnić się czy poprawnie wymawiam niektóre słowa”. Serial przyniósł aktorce sławę i wielu fanów. Parada z okazji Dnia Dziękczynienia 1998 roku w Toledo, z jej udziałem miała rekordową frekwencję. Magazyn Life napisał: „Jako Joey, Holmes miała ogromny wpływ na życie nastolatków... Przez te wszystkie lata, Joey dochowała wierności swoim zasadom. Serial, a zwłaszcza postać Katie, są poruszające”.
Joey, jako jedyna z całej obsady Jeziora marzeń, wystąpiła we wszystkich 128 odcinkach. „Bardzo trudno było mi opuścić Wilmington, przebić tę bańkę mydlaną i żyć dalej. Nie lubię zmian. Z drugiej jednak strony, granie gdzie indziej stanowi miłą odmianę” – powiedziała w 2004. Holmes przyznała, że jak to często bywa w telenowelach, jej postać była karykaturą aktora:

Brakuje mi jej ducha, jej ikry i jej lęku. Ona zawsze miała te kwestie o swoich lękach, przyszłości i miłości. Dla mnie osobiście było to świetne narzędzie, ponieważ mogłam to wszystko wyrazić. Mogłam codziennie analizować to z nią i dzięki temu nie musiałam przechodzić przez to sama. W Joey jest tyle mnie, że czuję, że wychowałam się na ekranie.